# Lepidotrigla pectoralis
Lepidotrigla pectoralis är en fiskart som beskrevs av Fowler, 1938. Lepidotrigla pectoralis ingår i släktet Lepidotrigla och familjen knotfiskar. Inga underarter finns listade i Catalogue of Life.